# トヴェリ州エンブラエル・レガシー600墜落事故
トヴェリ州エンブラエル・レガシー600墜落事故（トヴェリしゅうエンブラエル・レガシー600ついらくじこ）は、2023年8月23日に、ロシア連邦の首都モスクワ発サンクトペテルブルク行きとみられるエンブラエル・レガシー600が墜落し、乗員乗客10人全員が死亡した航空事故である。ロシア連邦航空運輸局はテレグラムを通じて、ワグネル・グループのリーダー二人、エフゲニー・プリゴジンとドミトリー・ウトキンが乗客のリストに載っていることを確認したと明らかにした。
その後、2023年8月27日に、DNA鑑定を行ったところ、ワグネル・グループの創設者であるエフゲニー・プリゴジンの死亡が確認されたことをロシア連邦捜査委員会の報道官がSNSにて明らかにした。

## 機体
事故機はエンブラエル製プライベートジェットのエンブラエル・レガシー600である。
2007年製の機体であり、複数の企業を転々とした後、2018年11月にAutolex Transport社の機材としてイギリスの王室属領マン島籍（機体記号:M-SAAN）で登録された。その後、2020年9月にワグネル・グループの所有機としてロシア連邦に登録された（機体記号:RA-02795）。
アメリカ合衆国財務省によればAutolex Transport社はプリゴジンが支配する企業であり、2018年からこの機体は実質的にプリゴジンのものであったとされており、制裁の対象となっていた。
ただし、一部のロシアのメディアは、この航空機がビジネス輸送会社であるMNT-Aero LLCによって所有されていたと報じている。また、RBKグループによれば、プリゴジンはこの航空機と自身の繋がりを否定していた。しかし、各メディアは事故以前から「プリゴジン関連の航空機」であると報道している。

## 墜落
事故機はモスクワを現地時間17時59分に離陸し、出発地点から約100キロメートル（60マイル）北にあるトヴェリ州のクジェンキノ付近に、現地時間18時19分頃に墜落した。Flightradar24によると、事故機がレーダーから消失した正確な時刻は現地時間18時11分（グリニッジ標準時の15時11分）である。ディスパッチャーは乗員に連絡できなかったため、航空管制官はロシア国防省と防空部隊に通知したと見られる。
乗客乗員10人の遺体は全員回収された。
Flightradar24は、同機が離陸後に高度28,000フィート（8,500メートル）まで上昇したことを示した。墜落の映像には、航空機が地面に衝突する前に失速し、垂直尾翼か主翼の1つが欠落しているのが確認される。
なお通常Flightradar24と機体記号RA-02795でのデータに基づいて墜落地点が特定されているが，これとは別にFlightAware (see, Wikipedia English page)に記録されているデータに基づけば，機体記号RA-02795はベラルーシに向かう途中の国境手間で運行情報が途切れている。情報が途切れた時刻は，現地時間18時55分(グリニッジ標準時の15時55分)。

## 乗客と乗務員

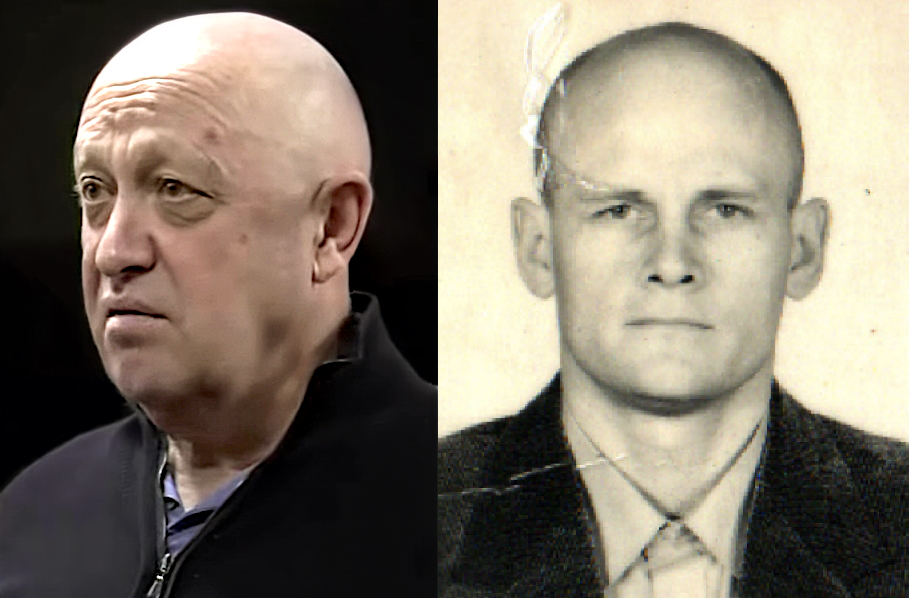
死亡したエフゲニー・プリゴジン（左）とドミトリー・ウトキン（右）

乗客はプリゴジンとドミトリー・ウトキンと、ワグネル関係者5人であった。乗務員は3人である。
ロシア航空運輸局は、墜落機に搭乗していた人々の名前を公表した。
乗客:
- エフゲニー・プリゴジン[25]
- ドミトリー・ウトキン[26]
- セルゲイ・プロプースチン
- エフゲニー・マカリアン
- アレクサンドル・トットミン
- ヴァレリー・チェカロフ（英語版）：ワグネルの輸送部門と民間プロジェクトを担当[27]。
- ニコライ・マトゥエフ

乗務員:
- アレクセイ・レブシン（機長）
- ロスタム・カリモフ（副操縦士）
- クリスティーナ・ラスポワ（客室乗務員）

## 調査
墜落が発表された後、ロシア非常事態省は墜落事故の調査を開始した。当局はまた、交通安全と航空輸送の運行規則違反で刑事訴訟を起こした。
エンブラエル・レガシー600は安全性が高い航空機であるという評価を受けており、また後述するウラジーミル・プーチン政権による事故への関与が取り沙汰されていることから、専門家からは国際的な調査を求める声があった。このためエンブラエル社の母国であるブラジルの航空事故調査予防センター（CENIPA）は、航空機事故調査の国際標準ルールである「アネックス13（国際民間航空条約第13付属書）」に基づく調査であれば、参加する意志を表明していた。CENIPAの問い合わせに対してロシアの航空当局は、2023年8月29日に「アネックス13」に基づく調査の予定は現時点でないと回答している。
2023年8月30日、ロシアのドミトリー・ペスコフ大統領報道官は、「故意に引き起こされた可能性も含めて捜査当局が調べている」と述べ、「さまざまな説が検証されており、その中には意図的な残虐行為であったとの見方も含まれている」とも述べているが、国際的な調査の受け入れについては否定した上で、「ロシアの調査結果を待つべきだ」と主張している
10月5日、プーチン大統領はソチで開かれた国際会議ヴァルダイ・クラブの全体会合における質疑応答で、数日前に調査委員会から報告があったとし、「遺体から手榴弾の破片が見つかった。飛行機に外部からの衝撃は加えられなかった。これは既に確定した事実だ」と述べた。また、ワグネル・グループの本社を捜索したところ5キログラムのコカインが発見されていたとも述べ、遺体のアルコールや薬物反応の検査をしなかったのは調査委員会の手落ちだと指摘している。

## 暗殺疑惑
本事故が報じられた直後から、本件は普通の事故ではなく、プーチン大統領の命令によりプリゴジンらを狙った暗殺であるとする説が流れ、また有力視されている。2023年8月29日時点では、地対空ミサイル説と機内爆発物説のいずれかの説が唱えられていた。

### 背景
ワグネル・グループは傭兵を主体とするロシアの軍事会社で、アフリカ各国や内戦下のシリアで活動し、2022年から続くウクライナへの侵攻にも参加していた。2023年6月6日にロシア政府に叛旗を翻したが、ベラルーシのアレクサンドル・ルカシェンコ大統領が仲介役となって中止し、プリゴジンは逮捕や訴追を受けていなかった。
一方で、プーチン政権を裏切ったとされる人々の多くが暗殺や襲撃されていることから、7月にアメリカ中央情報局（CIA）のウィリアム・ジョセフ・バーンズ長官が「プリゴジンが（プーチンの）報復を免れるなら驚きだ」と述べているように、プーチン大統領からプリゴジンらに何らかの報復が行われるのではないかという見方が存在していた。
アメリカの新聞『ウォール・ストリート・ジャーナル』の報道によれば、ロシアのプーチン政権がワグネルに対し、アフリカで請け負っていた事業について、ロシア連邦軍に移行させる計画を進めていて、プリゴジンは、墜落の5日前に、ワグネルにおけるアフリカの活動拠点である中央アフリカ共和国の首都であるバンギをプライベートジェット機で訪問し、大統領と会談を行っていた。その後、プリゴジンは、アフリカにおける別の活動拠点であるマリ共和国に立ち寄り、ロシアに戻ったという。この一連の訪問については、プリゴジンが「（移行計画に）激しく反対し、妨害するため、あらゆる努力を尽くした」と述べていて、実際に、2023年7月末にロシアの西部にあるサンクトペテルブルクで開催された「ロシア・アフリカ首脳会議」において、プリゴジンがアフリカの高官と見られる人物と握手している写真が公開されている。しかし、この会議で、プーチン大統領がアフリカの首脳にプリゴジンの接触を控えるように要請していた。その代わりとして、ロシア政府からアフリカ事業のトップとして、ロシア連邦軍参謀本部情報総局（GRU）で秘密作戦部門を統括しているアンドレイ・アベリャノフを紹介されている。そして、アメリカのシンクタンク戦争研究所の分析では、8月中旬に開催された軍事フォーラムにおいて、ロシア軍は「ワグネルと協力関係にある国に対し、ワグネルと関係を断ち、露軍主導の民間軍事会社に切り替えるよう求めた」と述べていたという。
アメリカのジョー・バイデン大統領は8月23日に、事件の概要は不明であるとしながらも、「ロシアで起きることでプーチン氏が背後にいないことはあまりない」と述べてプーチン大統領の関与を示唆した。アメリカ国防総省のライダー報道官は8月24日の会見で「殺害された可能性が高い」と述べている。
ワグネルを含めたロシアからの侵略に対して抗戦を続けているウクライナの大統領ウォロディミル・ゼレンスキーは、ウクライナの関与について否定する一方で、「誰の関与か、誰もが気づいている」とロシア側の関与を示唆した。
ウクライナ側で戦うロシア人組織「ロシア義勇軍団」は「ロシア政府の上層部の命令で殺害されたことは誰の目にも明らかだ」と述べた上で、「あなたたちの指揮官を殺害した者に仕えるか、ウクライナ側につくことで名誉を守り、処刑者に復讐するかだ」と迫り、ウクライナへの寝返りを促した。
2023年8月26日に、ロシア連邦軍に近いとされるSNSが伝えたところによれば、6月29日に、プリゴジンがロシアのプーチン大統領との最後の対面の後に、激怒していたことを伝えた。
2023年8月29日に、アメリカのホワイトハウス報道官であるジャンピエールが「クレムリン（ロシア大統領府）には反対勢力を殺害してきた長い歴史があるというのは周知の事実だ」と述べ、今回の事故の背後には「クレムリンの存在」があるのではないかという可能性を示した。
一方で、ロシア大統領府のペスコフ報道官は暗殺疑惑を否定している。
またベラルーシのルカシェンコ大統領は、事前にプリゴジンとウトキンに対して「命を狙われる可能性がある」と警告していたという。また、暗殺にプーチンが関与したのではないかという疑惑に対しては「プーチン氏がやったとは思えない。あまりにもお粗末でプロとは言えない仕事だ」と述べている。

### 地対空ミサイルによる撃墜説
ワグネルに近いテレグラムチャンネル「グレーゾーン」は、地対空ミサイルが発射された痕跡があるとして、「撃墜された」と報じた。公開された映像にはミサイルの痕跡が見られなかったため、この主張には異論がある。
アメリカの戦争研究所は8月23日、プーチン大統領がロシア連邦軍司令部に撃墜を命じた可能性が高いとの見解を示している。
アメリカ国防総省のライダー報道官は8月24日の会見で「地対空ミサイルが使われたことを示唆する情報は何もない」として、撃墜説は立証できないとしている。

### 機内の爆発物による墜落説
前述のように、プーチン大統領は墜落原因について、機内にあった手榴弾が爆発した可能性が高いという見解を2023年10月5日に示している。墜落初期の分析でも、アメリカ当局者は機内にあった爆弾で破壊された可能性があることが示唆されているとしている。ロシアのメディア「バザ」は8月時点で、捜査当局が機内に爆弾が仕掛けられていた可能性について調べているとしている。
これに関連して、プリゴジンの亡命先であるベラルーシの独立系監視団体「ガユン」が発表したところによれば、この自家用のジェット機が、墜落前におよそ1か月間使われず、モスクワにあるシェレメチェボ空港に、修理のために止められていたという。これについて、ロシアの新聞『モスコフスキー・コムソモーレツ』の報道によれば、このジェット機は7月20日に修理に出していて、「エンブラエル社製のジェット機は冷却装置が故障し、空港で修理」していて、墜落当日となる出発の数時間前にこのジェット機の下取りを希望していた2人の企業関係者が乗り込んでいた。また、「ガユン」が分析したところによれば、このジェット機は6月27日、7月1日、11日、18日にそれぞれベラルーシに到着していて、プリゴジンは、プーチン大統領との約束を破り、ロシアとの間を行き来していたという。
2023年12月22日にはアメリカのウォールストリート・ジャーナル紙が事件はプーチンの側近であるニコライ・パトルシェフ安全保障会議書記の承認を得た上で2カ月前から計画されていたと報じ、その中で主翼の下部に小さな爆発物を設置して実行されたとしている。